# لایو
لایو (به لاتین: Layou) یک شهر در سنت وینسنت و گرنادین‌ها است که در سنت اندرو پریش، سنت وینسنت و گرنادین‌ها واقع شده‌است.